# 16 februarie
ianuarie • februarie • martie  • aprilie  • mai  • iunie  • iulie  • august  • septembrie  • octombrie  • noiembrie  • decembrie
16 februarie este a 47-a zi a calendarului gregorian. Mai sunt 318 zile până la sfârșitul anului (319 zile în anii bisecți).

## Evenimente

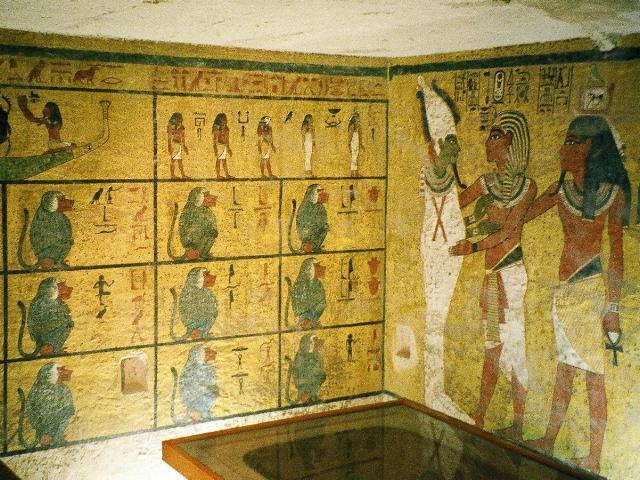
1923: Mormântul faraonului Tutankamon a fost inclus în circuitul turistic egiptean.

- 1646: Are loc bătălia de la Torrington, din cadrul primului război civil englez. Forțele parlamentare, conduse de Thomas Fairfax, au obținut victoria punând capăt rezistenței regaliste în vestul țării.
- 1699: Prima diplomă leopoldină ce recunoaștea clerului greco-catolic aceleași privilegii de care se bucurau și preoții catolici.
- 1742: Spencer Compton, Conte de Wilmington, devine prim-ministru al Regatului Unit.
- 1875: Are loc prima ședință publică a Societății Studenților în Medicină.
- 1918: Consiliul Lituaniei a adoptat Declarația de Independență, prin care cerea crearea unui stat lituanian democratic.
- 1923: La Geneva s-au pus bazele noului pact al Micii Înțelegeri.
- 1923: Mormântul faraonului Tutankamon a fost inclus în circuitul turistic egiptean.
- 1930: Federația Română de Fotbal s-a afiliat la Federația Internațională a Asociațiilor de Fotbal (FIFA).
- 1933: Greva de la Atelierele CFR Grivița: Jandarmeria deschide focul asupra demonstranților și împușcă mortal 7 muncitori, între care pe ucenicul Vasile Roaită.
- 1935: A fost adoptată Legea pentru înființarea Monetăriei Naționale.
- 1959: Fidel Castro a preluat conducerea Cubei.
- 1968: România a renunțat la organizarea administrativă tipic sovietică în regiuni și raioane și a reînființat unitatea administrativ-teritorială tradițională: județul; au fost organizate 39 de județe, plus municipiul București.
- 1976: S-a desemnat, la Barcelona, de către reprezentanții a 12 state mediteraneene, "Convenția pentru protecția Mediteranei împotriva poluării".
- 1985: Șeicul Ibrahim al-Amin face public manifestul grupării islamice Hezbollah, ce luase recent ființă, pe fondul războiului din Liban.
- 2005: A intrat în vigoare Protocolul de la Kyoto, după ratificarea sa de către Rusia.

## Nașteri
- 1497: Philipp Melanchthon, umanist și reformator german (d. 1560)
- 1603: Giovanni Battista Carlone, pictor italian (d. 1684)
- 1620: Frederic Wilhelm, Elector de Brandenburg (d. 1688)
- 1679: Friedrich Wilhelm, Duce de Saxa-Meiningen (d. 1746)
- 1698: Pierre Bouguer, matematician, geofizician, geodez și astronom francez (d. 1758)
- 1761: Jean-Charles Pichegru, general francez (d. 1804)
- 1786: Marea Ducesă Maria Pavlovna a Rusiei (d. 1859)
- 1801: Constantin, Prinț de Hohenzollern-Hechingen (d. 1869)
- 1822: Sir Francis Galton, explorator, biolog și statistician englez (d. 1911)

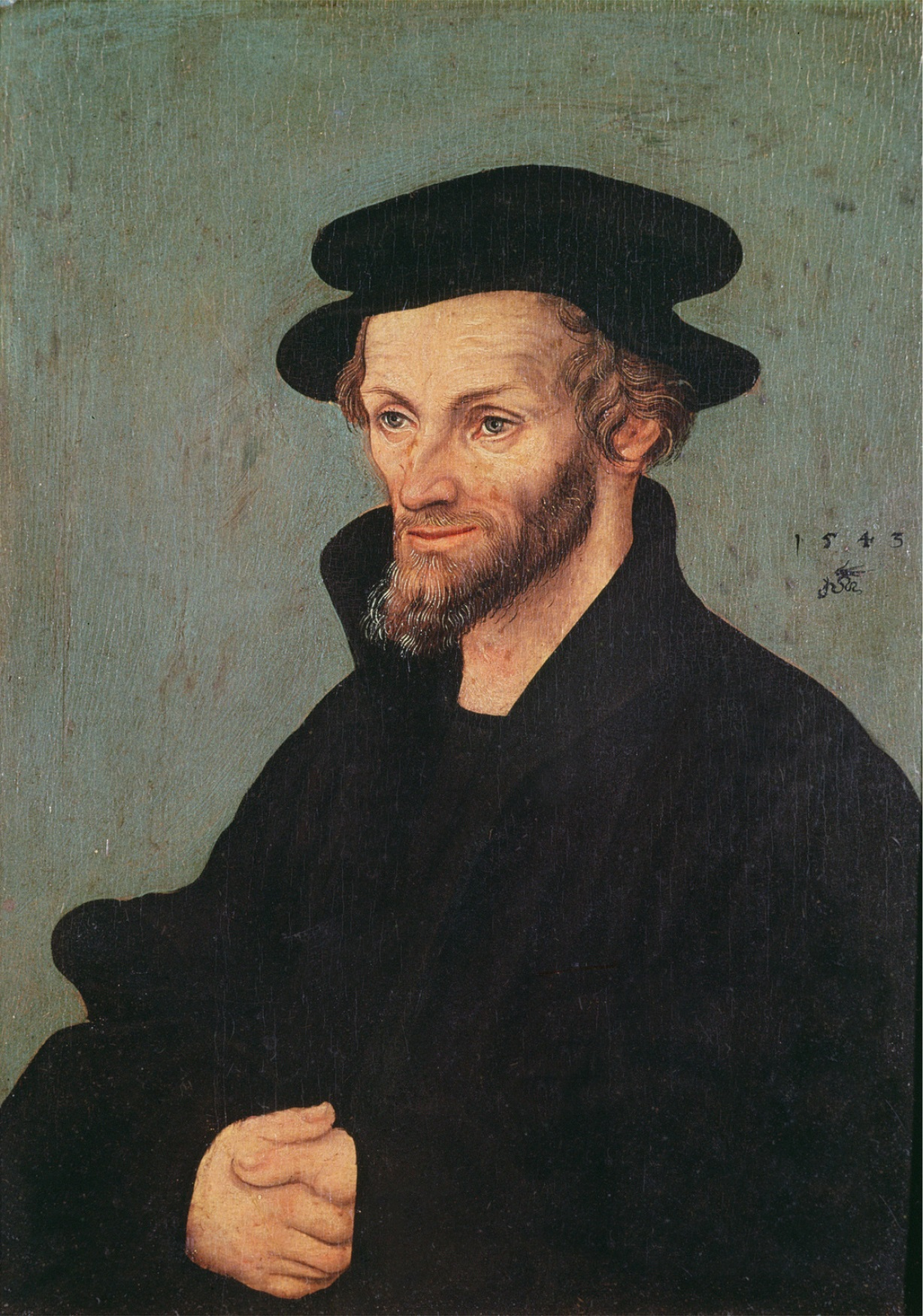
Philipp Melanchthon, umanist și reformator german
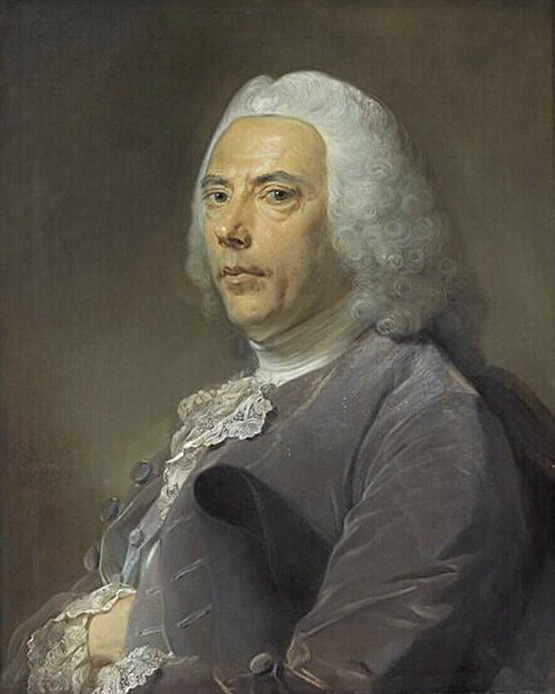
Pierre Bouguer, matematician, geofizician francez
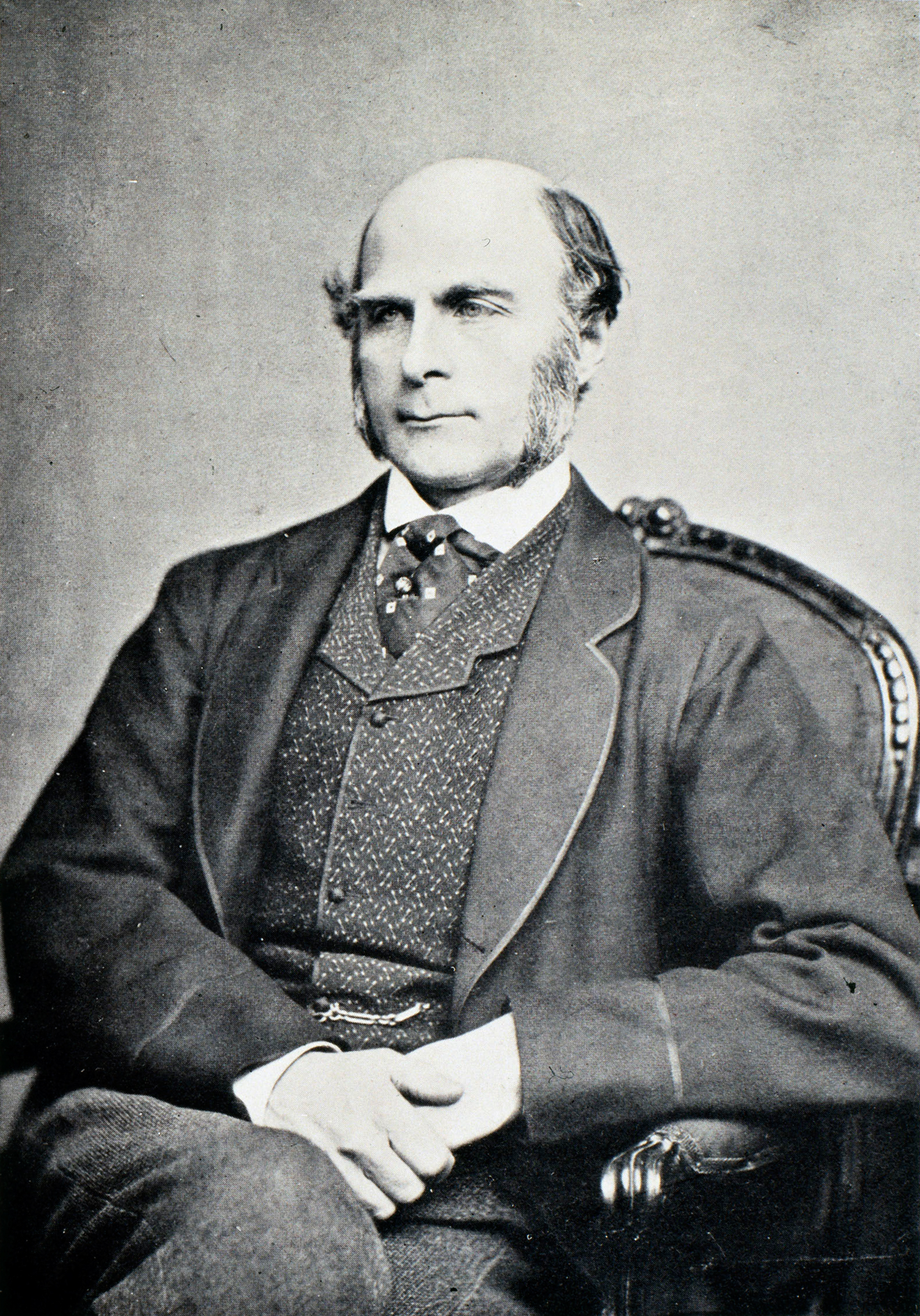
Sir Francis Galton, explorator, biolog englez

- 1826: Joseph Victor von Scheffel, poet german (d. 1886)
- 1831: Nicolai Leskov, scriitor rus (d. 1895)
- 1834: Ernst Haeckel, biolog și filozof german (d. 1919)
- 1841: Armand Guillaumin, pictor francez (d. 1927)
- 1846: Prințesa Marguerite d'Orléans, prințesă franceză, membră a Casei de Orléans (d. 1893)
- 1848: Octave Mirbeau, scriitor francez (d. 1917)
- 1852: Charles Taze Russell, comerciant american, fondatorul organizației religioase Martorii lui Iehova (d. 1916)
- 1854: Marea Ducesă Vera Constantinovna a Rusiei, fiica Marelui Duce Constantin Nicolaevici al Rusiei  (d. 1912)
- 1866: Viaceslav Ivanov, poet rus (d. 1949)
- 1878: Lajos Ágner, scriitor, istoric literar și orientalist maghiar (d. 1949)
- 1886: Constantin Budeanu, inginer român, unul dintre întemeietorii școlii românești de electrotehnică, membru al Academiei Române (d. 1959)
- 1902: Teodor Bordeianu,  inginer agronom român, membru titular al Academiei Române (d. 1969)
- 1906: Tiberiu Popoviciu, matematician român, membru al Academiei Române (d. 1975)
- 1910: Lucia Demetrius, scriitoare română (d. 1992)
- 1928: Pedro Casaldáliga, episcop brazilian, activist pentru drepturile omului (d. 2020)
- 1935: Sonny Bono, membru al grupului Sonny and Cher (d. 1998)

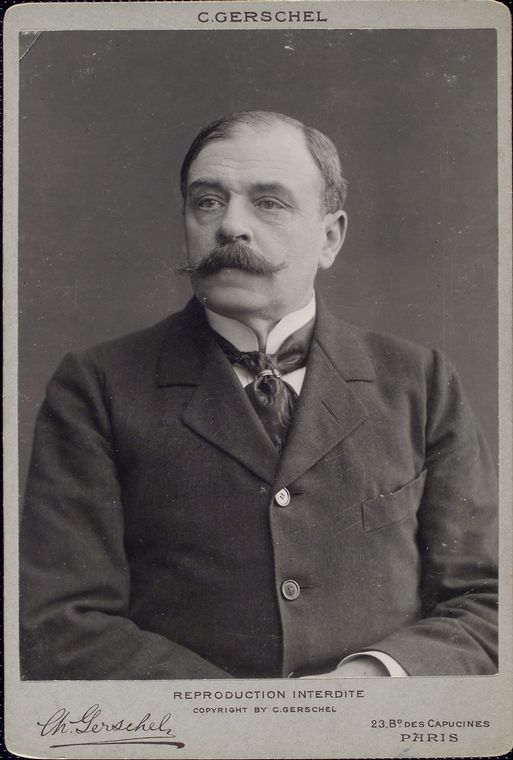
Octave Mirbeau, scriitor francez
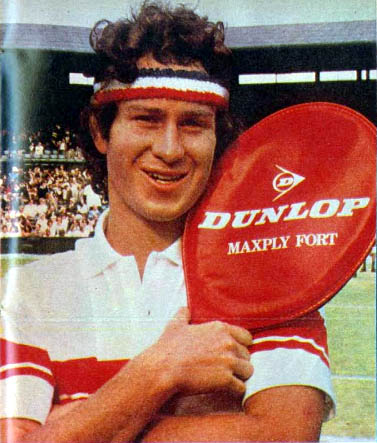
John McEnroe, jucător american de tenis
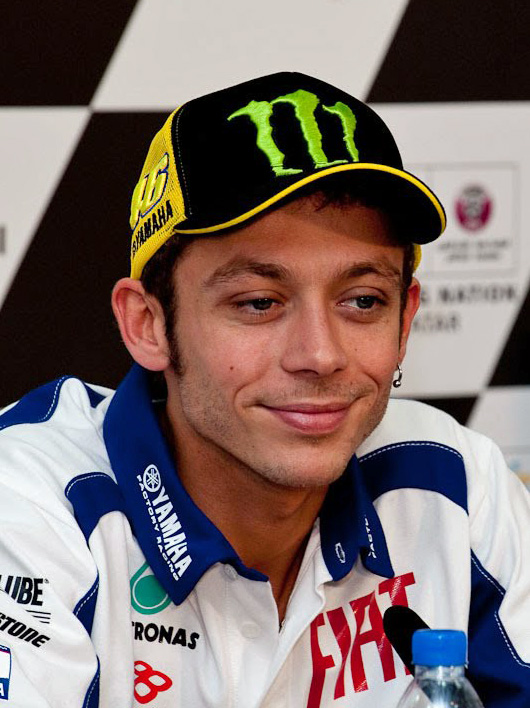
Valentino Rossi, pilot italian de motociclism

- 1939: Ilie Constantin, poet, prozator și eseist român stabilit în Franța (d. 2020)
- 1939: Czesław Niemen, compozitor polonez și muzician rock (d. 2004)
- 1942: Kim Jong-il, fiul dictatorului Kim Ir Sen, președinte nord-coreean (d. 2011)
- 1949: Maria Elena Bjornson, scenografă franceză de teatru de origine norvegiană și română (d. 2002)
- 1959: John McEnroe, jucător american de tenis
- 1964: Constantin Enceanu, interpret român de folclor
- 1965: Adama Barrow, om de afaceri și om de stat gambian, președinte al Republicii Gambia
- 1968: Adina Vălean, politician român
- 1969: Liviu Alexandru Miroșeanu, politician român
- 1979: Valentino Rossi, pilot italian de motociclism
- 1979: Simone Vanni, scrimer italian
- 1990: The Weeknd, cântăreț canadian
- 1983: Mihai Bendeac, actor, scriitor, regizor român
- 1986: Ciprian Deac, fotbalist român
- 1997: Alexandra Dindiligan, handbalistă română

## Decese
- 1279: Regele Alfonso al III-lea al Portugaliei (n. 1210)
- 1391: Ioan al V-lea Paleologul, împărat bizantin (n. 1332)
- 1899: Félix Faure, președinte al Franței (n. 1841)
- 1905: Cesare Dell'Acqua, pictor italian (n. 1821)
- 1907: Giosuè Carducci, poet, prozator și eseist italian, laureat Nobel (n. 1835)
- 1909: Ernest Victor Hareux, pictor francez (n. 1847)
- 1917: Octave Mirbeau, scriitor francez (n. 1848)
- 1930: Ion N. Angelescu, economist, profesor universitar și om politic român (n. 1884)
- 1932: Ferdinand Buisson, pacifist francez, laureat Nobel (n. 1841)

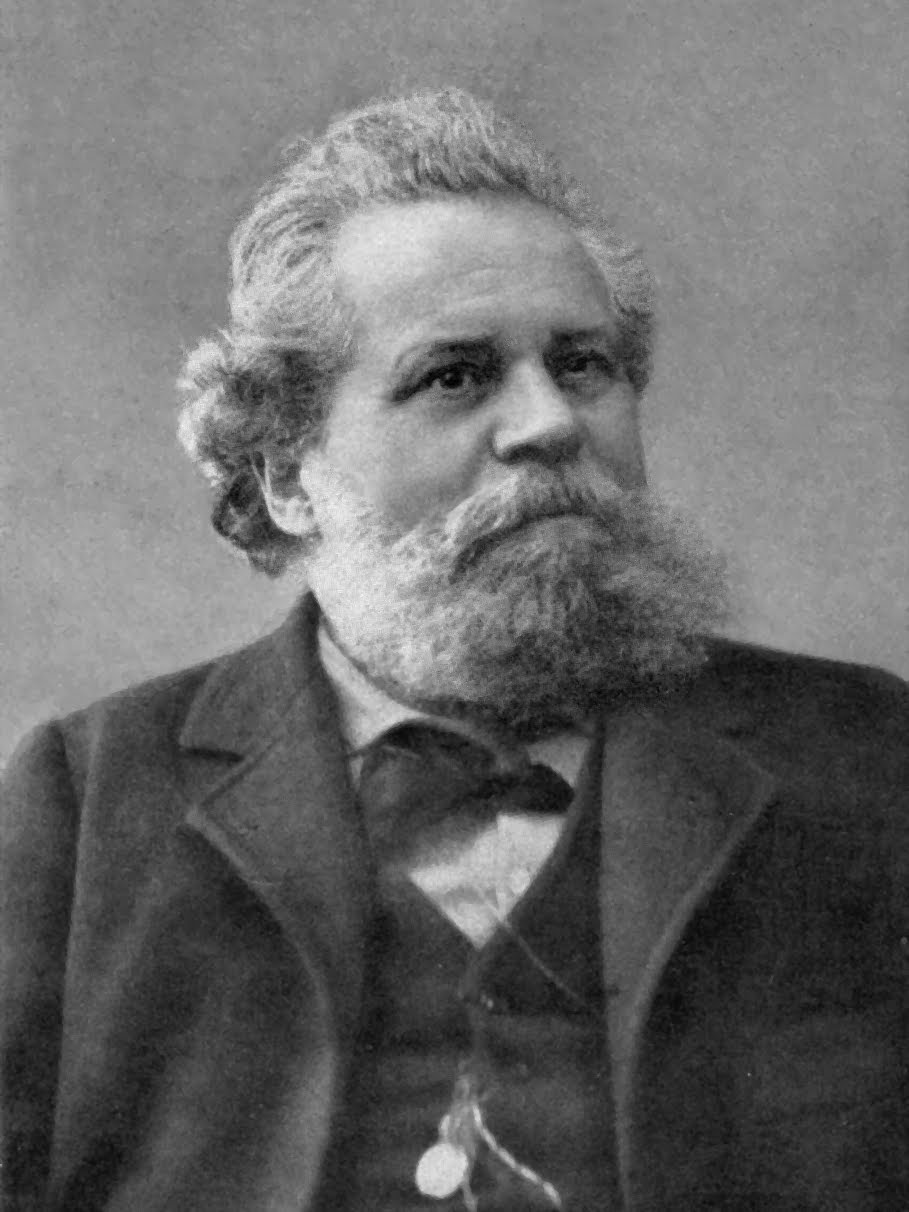
Giosuè Carducci, poet italian, laureat Nobel
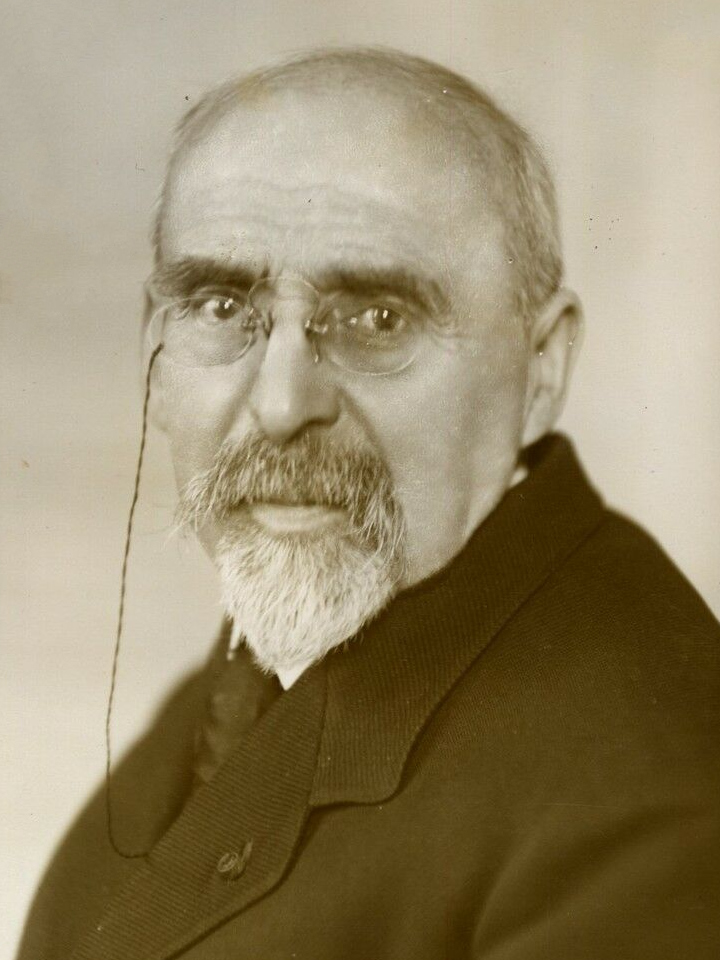
Ferdinand Buisson, pacifist francez, laureat Nobel
Boutros Boutros-Ghali, secretar general al ONU

- 1975: Chivu Stoica, om politic, președinte al Consiliului de Stat (1965-1967) (n. 1908)
- 1982: Tamás Barta, muzician maghiar (n. 1948)
- 1995: Victor Kernbach, prozator, poet, eseist, traducător, autor al unui Dicționar de mitologie generală (n. 1923)
- 1996: Nicolae Carandino, gazetar, traducător și director al Teatrului Național din București, ultimul dintre supraviețuitorii procesului Iuliu Maniu (n. 1905)
- 2000: Lila Kedrova, actriță de origine rusă, laureată a Premiului Oscar pentru cel mai bun rol secundar feminin în filmul Zorba grecul (n. 1919)
- 2010: John Davis Chandler, actor american (n. 1935)
- 2011: Len Lesser, actor american (n. 1922)
- 2012: Cornel Mihai Ionescu, eseist și traducător (n. 1941)
- 2013: Dumitru Sechelariu, om de afaceri, primar al Bacăului în perioada 1996-2004 (n. 1958)
- 2016: Boutros Boutros-Ghali, fost secretar general al ONU (n. 1922).
- 2024: Aleksei Navalnîi, jurist, activist și politician rus (n. 1976)

## Sărbători
- In calendrul ortodox: Sfintii Mucenici Pamfil si Valentin
- Lituania—Ziua națională - Aniversarea proclamării independenței (1918)